# Cedarinia corallipes
Cedarinia corallipes är en insektsart som beskrevs av Sjöstedt 1921. Cedarinia corallipes ingår i släktet Cedarinia och familjen gräshoppor. Inga underarter finns listade i Catalogue of Life.